# Timalus superbus
Timalus superbus är en fjärilsart som beskrevs av Druce 1884. Timalus superbus ingår i släktet Timalus och familjen björnspinnare. Inga underarter finns listade i Catalogue of Life.